# Macedo Neto
José Oswaldo Noronha de Macedo Neto (Itápolis, 17 de novembro de 1928 - Rio de Janeiro, 13 de agosto de 1984) foi um ator, radialista e dublador brasileiro.
Era um dos mais antigos atores contratados da Rede Globo, atuando em novelas e séries especiais, permanecendo na emissora até 1982, quando foi afastado após ser diagnosticado com câncer no estômago. Seu último trabalho na foi na novela Paraíso, exibida na TV Globo entre 1982 e 1983.

## Biografia
Nascido em Itápolis, formou-se em aviação civil e por anos foi instrutor e piloto de avião. Cansado da profissão, decidiu entrar para o rádio, estreando na Rádio Tupi de São Paulo, em 1945, como radioator e comediante.

## Carreira
Antes de ir para o Rio de Janeiro, Macedo Neto trabalhou na Rádio Tupi de São Paulo. Era radialista. Depois mudou-se para o Rio, trabalhou muitos anos na Rádio Mayrink Veiga.
Atuou em vários filmes da Atlântica Cinematográfica, onde estreou em 1949 no filme “Quase no Céu” e depois fez “Anjo do Lodo”; “Hoje o Galo Sou Eu” e “O Batedor de Carteiras”. Ainda no Cinema esteve em “Juliana do Amor Perdido”; “Independência ou Morte”; “Obsessão” e “O Jeca Contra o Capeta”.
Começou em televisão em 1969, na TV Globo, na novela “A Cabana do Pai Tomás”, e depois participou de “Irmãos Coragem”; “O Homem que Deve Morrer”; “O Primeiro Amor”; “A Patota”;  “O Semideus”; “Gabriela”; “O Feijão e o Sonho”; “O Astro”; “Sinal de Alerta”; “Terras do Sem Fim“ e “Paraíso”.

## Vida Pessoal
Na Década de 1950, Macedo Neto casou-se com a cantora Dolores Duran, onde conheceu na Rádio Mayrink Veiga e teve uma filha adotiva, chamada Maria Eduarda.
Após se divorciar de Dolores em 1958, viveu sozinho durante muitos anos. Macedo estava casado com uma jovem de 27 anos.

## Morte
Morreu em 13 de agosto de 1984, vítima de leucemia

## Filmografia

### Cinema
| Ano  | Título                  | Personagem           |
| ---- | ----------------------- | -------------------- |
| 1949 | Quase no Céu            | —                    |
| 1951 | Anjo do Lodo            | Benedito             |
| 1958 | O Batedor de Carteiras  | —                    |
| 1958 | Hoje o Galo Sou Eu      | —                    |
| 1959 | Pintando o Sexo         | —                    |
| 1970 | Juliana do Amor Perdido | Silva                |
| 1972 | Independência ou Morte  | Marquês de Paranaguá |
| 1973 | Obsessão                | —                    |
| 1975 | Jeca contra o Capeta    | Falso advogado       |

### Televisão
| Ano  | Título                  | Personagem                  | Notas                                                 |
| ---- | ----------------------- | --------------------------- | ----------------------------------------------------- |
| 1969 | A Cabana do Pai Tomás   | Rudi                        |                                                       |
| 1970 | Irmãos Coragem          | Padre Bento                 |                                                       |
| 1971 | O Homem que Deve Morrer | Comendador Augusto Liberato |                                                       |
| 1972 | O Primeiro Amor         | Dr. Mateus                  | Participação                                          |
| 1972 | A Patota                | Delfino                     |                                                       |
| 1973 | O Semideus              | Fausto                      |                                                       |
| 1973 | Chico City              | Vários Personagens          | 1973-1980                                             |
| 1974 | Caso Especial           | Dr° Xavier                  | Episódio: "O Crime do Zé Bigorna"                     |
| 1974 | Caso Especial           | —                           | Episódio: "Feliz na Ilusão"                           |
| 1975 | Gabriela                | —                           |                                                       |
| 1976 | O Feijão e o Sonho      | —                           |                                                       |
| 1976 | Planeta dos Homens      | Vários Personagens          | 1976-1982                                             |
| 1977 | O Astro                 | Amin Hayalla                |                                                       |
| 1977 | Os Trapalhões           | Vários Personagens          | 1977-1982                                             |
| 1978 | Sinal de Alerta         | Ademar Amaral               |                                                       |
| 1978 | Caso Especial           | Alonso                      | Episódio: "A Morte e a Morte de Quincas Berro D'Água" |
| 1979 | Pai Herói               | Dr. Alberto                 |                                                       |
| 1979 | Carga Pesada            | —                           | Episódio: "A Noite do Demo"                           |
| 1980 | Carga Pesada            | —                           | Episódio: "Bem Querer"                                |
| 1981 | Terras do Sem Fim       | Clementino                  |                                                       |
| 1981 | Amizade Colorida        | Delegado                    | Episódio: "Gatinhas e Gatões"                         |
| 1982 | Paraíso                 | Chico Motorista             |                                                       |